# Velići
 Velići  (olaszul:  Velli) falu Horvátországban, Isztria megyében. Közigazgatásilag Vižinadához tartozik.

## Fekvése
Az Isztria középső részén, Pazintól 16 km-re északnyugatra, községközpontjától 4 km-re délre, a 21-es számú főút mellett fekszik.

## Története
A településnek 1880-ban 41, 1910-ben 56 lakosa volt. Az első világháború után a rapallói szerződés értelmében Isztria az Olasz Királysághoz került. A második világháború után Jugoszlávia része lett. A település Jugoszlávia felbomlása után 1991-ben a független Horvátország része lett. 2011-ben a falunak 38 lakosa volt. Lakói főként mezőgazdasággal (szőlő-, zöldség- és gyümölcstermesztés) foglalkoznak.

## Lakosság
| Lakosság változása | Lakosság változása | Lakosság változása | Lakosság változása | Lakosság változása | Lakosság változása | Lakosság változása | Lakosság változása | Lakosság változása | Lakosság változása | Lakosság változása | Lakosság változása | Lakosság változása | Lakosság változása | Lakosság változása | Lakosság változása |
| ------------------ | ------------------ | ------------------ | ------------------ | ------------------ | ------------------ | ------------------ | ------------------ | ------------------ | ------------------ | ------------------ | ------------------ | ------------------ | ------------------ | ------------------ | ------------------ |
| 1857               | 1869               | 1880               | 1890               | 1900               | 1910               | 1921               | 1931               | 1948               | 1953               | 1961               | 1971               | 1981               | 1991               | 2001               | 2011               |
| 0                  | 0                  | 41                 | 47                 | 65                 | 56                 | 0                  | 0                  | 78                 | 75                 | 53                 | 40                 | 42                 | 27                 | 30                 | 38                 |